# Paillette (armée)
Pour les articles homonymes, voir Paillette.

Paillettes de contre-mesures vues par un radar météorologique

Les paillettes sont des filaments métalliques utilisés pour brouiller un radar. Elles sont inefficaces pour brouiller les missiles à guidage infrarouge de type « tire et oublie ». Elles peuvent aussi aider à la détection d'un objet ou être utilisées en météorologie. Elles peuvent se présenter sous la forme d'aiguilles, de bandelettes ou de rubans.

## Historique

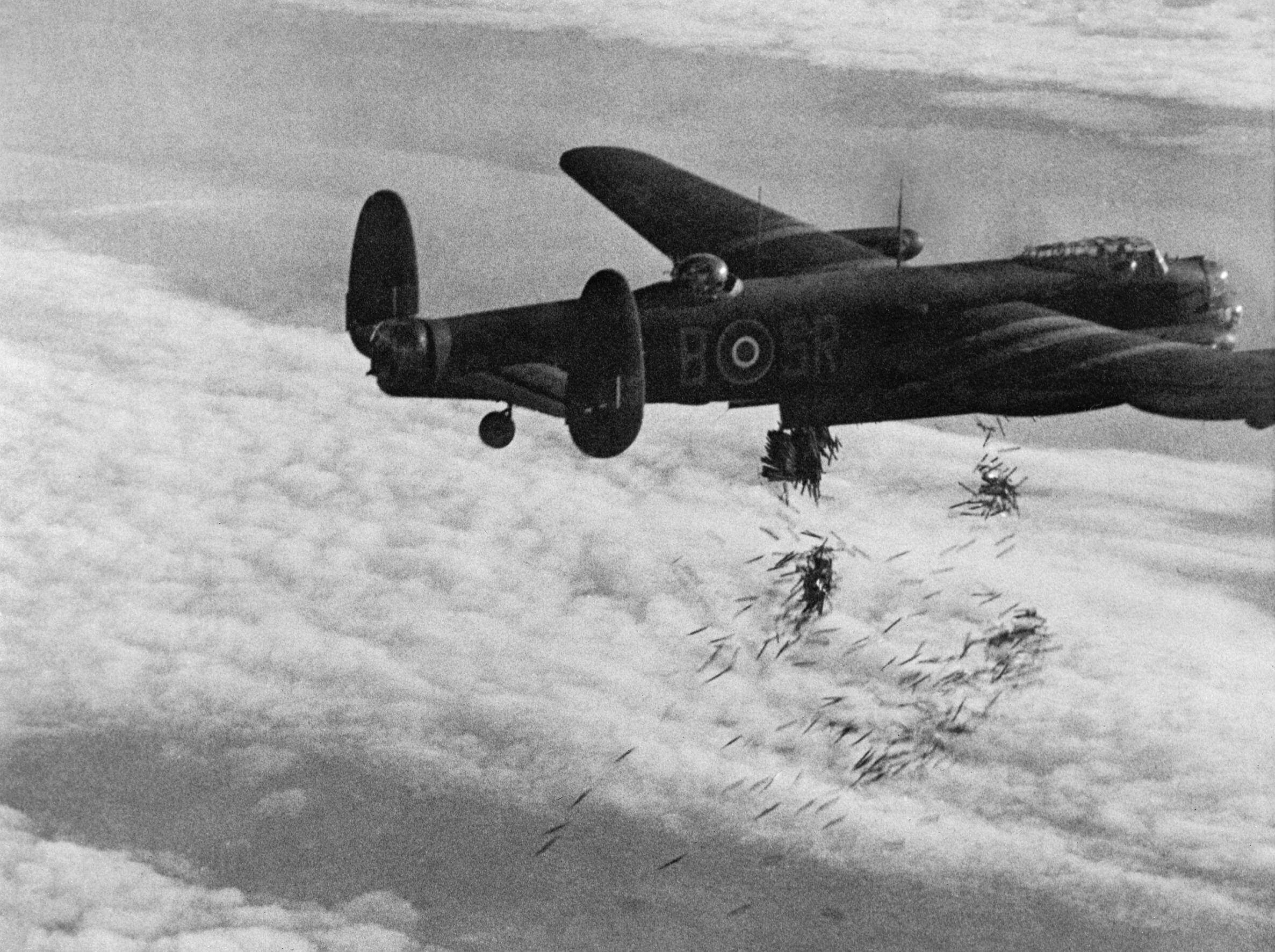
Un Avro Lancaster du Bomber Command larguant des paillettes.

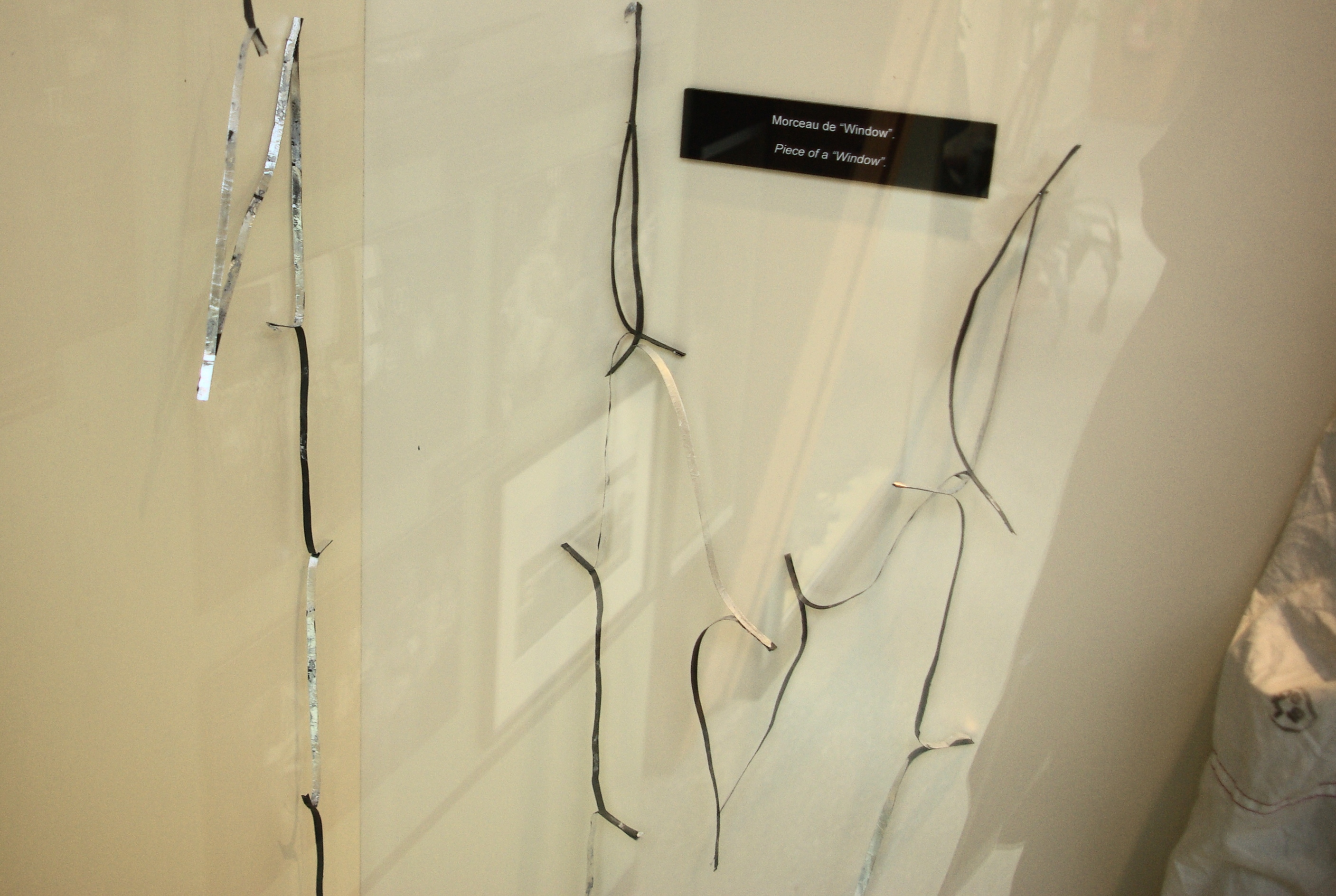
Bandelettes de « Window ».

Ce type de contre-mesure est apparu au cours de la Seconde Guerre mondiale avec l'invention par les Britanniques du système « Window ».

## Paillettes de brouillage

### Étymologie comparée
Les armées des différents pays les développèrent quasi au même moment mais ne voulurent pas les employer immédiatement pour ne pas dévoiler le secret. Dans la Royal Air Force elles étaient désignées du nom de code window et aux États-Unis on les appelle chaff (ivraie). Le terme allemand utilisé est Düppel du nom du quartier de Berlin-Düppel où elles furent utilisées pour la première fois lors d'une attaque aérienne.

### Composition et principe physique
Les « paillettes » sont constituées de fils conducteurs de longueurs différentes. À l'origine, on avait utilisé des rubans de papier d'étain (stanniol). On emploie aujourd'hui des fibres synthétiques recouvertes d'un film métallique appliqué en phase vapeur ou des fibres de carbone conductrices. Il existe plusieurs procédés pour les disperser dans l'air. 
Lorsque les paillettes sont illuminées par le faisceau d'un radar, elles fonctionnent comme des antennes dipôles et réfléchissent une partie de l'énergie rayonnée pour autant que leur longueur corresponde à la longueur d'onde du radar, c'est-à-dire en fait un multiple de la demi-longueur d'onde. Le récepteur du radar reçoit alors un écho erroné.
Les avions de combat actuels utilisent des paillettes dont la longueur a été déterminée en fonction de la longueur  d'onde des radars adverses. Les radars modernes ne sont cependant plus aussi faciles à brouiller du fait qu'ils mesurent par l'effet Doppler-Fizeau la vitesse des objets détectés et sont ainsi en mesure de filtrer les paillettes très lentes et à isoler l'aéronef en déplacement rapide (voir Visualisation des cibles mobiles et Radar Doppler).

### Mise en œuvre
Un aéronef peut éjecter des quantités définies de paillettes et les laisser derrière lui comme un écran de fumée que le radar ne peut percer. Ceci peut permettre de masquer certaines activités. Une méthode d'utilisation défensive des paillettes consiste, en cas d'attaque par un missile ou un aéronef adverse, à éjecter des petits nuages de paillettes à l'aide de mini-fusées ou d'autres projectiles afin de leurrer l'attaquant et de détourner la menace. Au cours de la Guerre froide, les bombardiers lourds américains étaient équipés de récepteurs qui mesuraient la longueur d'onde des installations radar ennemies et de machines qui pouvaient couper des paillettes à la longueur désirée à partir d'un ruban de papier d'étain de plusieurs kilomètres de longueur enroulé sur une bobine embarquée.
Aujourd'hui, les paillettes font partie de l'équipement standard de contre-mesure avec les leurres. Elles se déplacent avec le vent et se dispersent avant de tomber au sol. L'écho des paillettes se présente donc comme une zone de réflectivité qui débute au niveau de vol de l'avion qui les relâche mais qui descend avec le temps. Si l'avion en laisse tomber durant une certaine période, une coupe verticale de la zone d'écho montrera une pente horizontale avec les échos les plus élevés près de l'avion et ceux les plus bas associés avec les premiers paquets de paillettes relâchés.

## Paillettes de repérage
Un objet difficile à repérer sur un radar peut éjecter des paillettes pour aider à sa détection par un radar. C'est par exemple le procédé employé par la capsule Mercury, qui éjecte peu avant son amerrissage des paillettes métalliques qui doivent permettre son repérage par les radars des navires chargés de sa récupération.

## Météorologie
L'utilisation des paillettes n'est pas réservée au domaine militaire. Elles sont également employées en météorologie pour étudier le déplacement des courants aériens en haute atmosphère. À cet effet, elles sont placées à l'aide de fusées de recherche dans la zone à étudier et leur déplacement est ensuite suivi par radar, ce qui permet de déterminer la direction et la vitesse des vents.
Les paillettes utilisés lors d'exercices militaires sont cependant un artefact non météorologique qui affecte les données des radars météorologiques. En effet, elles apparaissent sur ceux-ci comme des précipitations de faible à modérée. Lorsque des paillettes sont lancées en l'absence de nuages, il est facile pour le météorologue de les identifier. Ceci est parfois le cas au-dessus des zones militaires. Des lâchers sont entre autres assez communs en Allemagne dans la zone Temporary Restricted Airspace (TRA LAUTER) au-dessus de la forêt dans la zone frontalière jouxtant la France en face de la Lorraine.
Cependant, si les paillettes sont relâchées en présence de précipitations, les deux sont difficilement différenciables avec un radar conventionnel. Des radars à double polarisation, verticale et horizontale, permettent de trouver la forme des cibles et aident ainsi à l'élimination de ce bruit.

## Fabrication
En France, la Compagnie industrielle des réflecteurs radars (CIRRA), fondée en 1978 et acheté en 2014 par Étienne Lacroix est l'unique fabricant de paillettes.